# The Boneyard
Cimitirul (în engleză The Boneyard) este un film de groază cu zombi, direct-pe-video, scris și regizat de James Cummins. În rolurile principale au interpretat actorii Ed Nelson, Deborah Rose, Norman Fell, James Eustermann și Phyllis Diller.
A avut premiera în 1991, fiind distribuit de Zia Film Distribution. Coloana sonoră a fost compusă de John Lee Whitener și Katherine Anne Porter.

## Rezumat
Filmul se cufundă în experiențele de coșmar ale unei femei psihic deprimată (Deborah Rose), a cărei implicare într-un caz înspăimântător de ucidere a unor copii o conduce pe ea și pe partenerul ei, detectivul (Ed Nelson), într-un cimitir impunător, o morgă asemănătoare unei cetăți. Chen (Robert Yun Ju Ahn), proprietarul casei de pompe funebre și principalul suspect în acest caz, susține că cele trei cadavre mumificate nu sunt ale unor copii, ci demoni antici cunoscuți sub numele de „kyoshi”. Se pare că micii monștri au existat de secole ca urmare a unui blestem vechi și nu pot fi potoliți decât cu ofrande de carne umană - pe care Chen le-a oferit-o toată viața. Când Chen este închis sub acuzația de crimă, demonii (ghoul) nehrăniți se trezesc în căutarea hranei, prind personalul din interiorul zidurilor mortuare, devorându-i. Supraviețuitorii, inclusiv Rose și Nelson, se folosesc de toate mijloacele pe care le au la dispoziție pentru a scăpa de demoni, care au pus stăpânire pe trupurile doamnei Poopinplatz (Phyllis Diller) și ale pudelului ei, transformându-i în monștri hidoși.

## Distribuție
- Ed Nelson - Jersey Callum
- Deborah Rose - Alley Oates
- Norman Fell - Shepard
- James Eustermann - Gordon Mullin
- Denise Young - Dana
- Willie Stratford - Marty (ca Willie Stratford Jr.)
- Phyllis Diller - Miss Poopinplatz
- Robert Yun Ju Ahn - Chen
- Richard F. Brophy - Mac (caRick Brophy)
- Sallie Middleton Kaltreider - Little Ghoul
- Janice Dever - Medium Ghoul
- Cindy Dollar-Smith - Big Ghoul
- Michael Haun - Floofsoms și Poopinplatz Ghouls
- Brian Ahn - Dead Child #2
- Jessica Lasher - Dead Child #3
- Bo Sook Ahn - Oriental Mother (ca Boo Sook Ahn)
- Edward Mau-Tung Sun - Oriental Father
- Christopher Finch - Sorcerer

## Producție
Filmările au avut loc în Statesville, Carolina de Nord, în 1989. În decembrie 1989, un efect special a provocat un incendiu.